# Mieke Kerkhof
Mieke Kerkhof (Enter, 9 mei 1962), is een Nederlands gynaecoloog en schrijfster.

## Biografie
Kerkhof is sinds 1998 gynaecoloog in het Jeroen Bosch Ziekenhuis in 's-Hertogenbosch. Al jaren vat zij haar belevenissen samen in korte Ik-jes die geregeld in NRC Handelsblad verschijnen. Van 2013 tot 2022 schreef zij een column in het Nederlands Tijdschrift voor Obstetrie en Gynaecologie (NTOG). Zij is redacteur van 'hoe-ist', een wekelijkse anekdote-serie, die verschijnt op de intranetsite van het Jeroen Bosch Ziekenhuis. Zij was tot 1 januari 2025 columnist van het KBO/PCOB (katholieke en protestants christelijke ouderenbond) magazine, waarin zij maandelijks een 'wissewasje' schreef. Tevens schrijft en redigeert zij de O Wee rubriek in het NTOG. Zij helpt, onbezoldigd, mensen met het schrijven van teksten op allerlei gebied, variërend van toespraken tot wetenschappelijke artikelen. 
Met haar verre nicht, gynaecoloog Manon Kerkhof, staat zij sedert 2023 op de bühne van diverse Nederlandse theaters met een cabaretesk theatercollege over De Overgang. 
In 2014 kwam haar debuut Even ontspannen, mevrouw... (met als ondertitel Belevenissen van een bevlogen gynaecoloog) uit bij Uitgeverij Nieuw Amsterdam, met een voorwoord geschreven door cabaretière Brigitte Kaandorp. In dit boek geeft zij op humoristische wijze een inkijkje in haar vak. Het eerste exemplaar werd op 13 maart 2014 uitgereikt aan Brigitte Kaandorp. 
Een jaar eerder werd dit boek al in eigen beheer uitgegeven onder de titel Tussen gemak en genoegen. Het idee van 'Tussen gemak en genoegen' ontstond naar aanleiding van het 125-jarig jubileum van de Nederlandse Vereniging voor Obstetrie en Gynaecologie (NVOG) in 2012. Kerkhof stelde toen een bundel samen met citaten en anekdotes, afkomstig van de werkvloer der gynaecologen. Een grote aantal Nederlandse gynaecologen verleende hieraan medewerking.
Klaar is Kees kwam uit in 2017, met een voorwoord geschreven door Youp van 't Hek. Het eerste exemplaar werd op 2 november 2017 overhandigd aan Coen Verbraak, onder meer bekend van een reeks tv-interviews getiteld Kijken in de ziel van.
In 2021 verscheen Eerst kijken, dan kunnen we altijd nog zien, met een voorwoord van Sylvia Witteman. Het boek bevat 52 gebundelde columns, die zij schreef in het NTOG. Het eerste exemplaar werd op 14 november 2021 uitgereikt aan Katinka Polderman. 
In 2024 verscheen Kunnen eierstokken echt rammelen, met een voorwoord van Katinka Polderman. Het boek behandelt meer dan 80 niet alledaagse vragen over gynaecologie en verloskunde. Het eerste exemplaar werd op 29 februari 2024 uitgereikt aan Margot Osse, boekhandelaar te Rosmalen, eigenaar van De Omslag. 
Mieke Kerkhof werkt vanaf het begin van haar schrijverscarrière nauw samen met haar vaste redacteur Willemijn Visser. Haar boeken worden uitgegeven door Fontaine Uitgevers, Amsterdam. 
Kerkhof combineert haar baan als gynaecoloog met schrijven en het geven van komisch getinte voordrachten op congressen en symposia. Ze draagt vaak zorg voor de afsluitende lezing. De zin van het leven is volgens Kerkhof 'het delen van positieve emoties'. Zij grossiert in anekdotes, die zij puntig formuleert. In 2024 won zij de prestigieuze ILFU-(Internationaal Literatuur Festival Utrecht) prijs met haar anekdote ‘Naar boven’, een NRC Ikje.